# Chris Cain (bassiste)
 (janvier 2019).
Si vous disposez d'ouvrages ou d'articles de référence ou si vous connaissez des sites web de qualité traitant du thème abordé ici, merci de compléter l'article en donnant les références utiles à sa vérifiabilité et en les liant à la section « Notes et références ».
Pour les articles homonymes, voir Chris Cain et Cain (homonymie).
Chris Cain (né le 1er septembre 1977) est le bassiste et choriste du groupe We Are Scientists.